# Spinitermes
Spinitermes es un género de termitas isópteras perteneciente a la familia Termitidae que tiene las siguientes especies:
1. Spinitermes brevicornutus
2. Spinitermes longiceps
3. Spinitermes nigrostomus
4. Spinitermes robustus
5. Spinitermes trispinosus